# Saint-Mayme-de-Péreyrol
Saint-Maime-de-Péreyrol redirige ici.
Saint-Mayme-de-Péreyrol, précédemment officiellement orthographiée Saint-Maime-de-Péreyrol jusqu'en février 2020, est une commune française située dans le département de la Dordogne, en région Nouvelle-Aquitaine.

## Géographie

### Généralités
La commune de Saint-Mayme-de-Péreyrol, traversée par le 45e parallèle nord, est de ce fait située à égale distance du pôle Nord et de l'équateur terrestre (environ 5 000 km).
Elle se situe en limites du Périgord central, du Bergeracois et du Landais.
Elle est arrosée au nord par le Vern, un affluent de l'Isle.
Le territoire communal est desservi par les routes départementales (RD) 21, 42, 42E1 et 43. Il est également limité à l'ouest sur quelques centaines de mètres par la route nationale (RN) 21.
Établi sur une hauteur, au croisement des RD 42 et 42E1, le village de Saint-Mayme-de-Péreyrol se situe, en distances orthodromiques, cinq kilomètres et demi à l'ouest de Vergt et dix-sept kilomètres au sud-est de Neuvic.

### Communes limitrophes
Saint-Mayme-de-Péreyrol est limitrophe de six autres communes. Au nord-ouest, son territoire est distant d'environ 330 mètres de celui de Bourrou.
|          | Grun-Bordas             | Vergt                         |
| Douville | Saint-Mayme-de-Péreyrol |                               |
|          | Beauregard-et-Bassac    | Saint-Amand-de-Vergt, Fouleix |

### Géologie et relief

#### Géologie
Situé sur la plaque nord du Bassin aquitain et bordé à son extrémité nord-est par une frange du Massif central, le département de la Dordogne présente une grande diversité géologique. Les terrains sont disposés en profondeur en strates régulières, témoins d'une sédimentation sur cette ancienne plate-forme marine. Le département peut ainsi être découpé sur le plan géologique en quatre gradins différenciés selon leur âge géologique. Saint-Mayme-de-Péreyrol est située dans le troisième gradin à partir du nord-est, un plateau formé de calcaires hétérogènes du Crétacé.
Les couches affleurantes sur le territoire communal sont constituées de formations superficielles du Quaternaire et de roches sédimentaires datant pour certaines du Cénozoïque, et pour d'autres du Mésozoïque. La formation la plus ancienne, notée c5a(2), date du Campanien 1, des calcaires packstone à wackstone crayo-marneux gris blanchâtres à subalvéolines à silex gris ou noirs. La formation la plus récente, notée CFp, fait partie des formations superficielles de types colluvions indifférenciées de versant, de vallon et plateaux issues d'alluvions, molasses, altérites. Le descriptif de ces couches est détaillé dans  les feuilles « no 782 - Mussidan » et « no 806 - Bergerac » de la carte géologique au 1/50 000 de la France métropolitaine, et leurs notices associées,.

Carte géologique de Saint-Mayme-de-Péreyrol.

#### Relief et paysages
Le département de la Dordogne se présente comme un vaste plateau incliné du nord-est (491 m, à la forêt de Vieillecour dans le Nontronnais) au sud-ouest (2 m à Lamothe-Montravel). L'altitude du territoire communal varie quant à elle entre 109 mètres au nord, là où le Vern quitte la commune pour entrer sur celle de Grun-Bordas, et 220 mètres à l'ouest, à proximité de la RN 21, près du lieu-dit les Trois Frères, en limite de la commune de Douville.
Dans le cadre de la Convention européenne du paysage entrée en vigueur en France le 1er juillet 2006, renforcée par la loi du 8 août 2016 pour la reconquête de la biodiversité, de la nature et des paysages, un atlas des paysages de la Dordogne a été élaboré sous maîtrise d’ouvrage de l’État et publié en octobre 2020. Les paysages du département s'organisent en huit unités paysagères,. La commune fait partie du Périgord central, un paysage vallonné, aux horizons limités par de nombreux bois, plus ou moins denses, parsemés de prairies et de petits champs.
La superficie cadastrale de la commune publiée par l'Insee, qui sert de référence dans toutes les statistiques, est de 10,75 km2,,. La superficie géographique, issue de la BD Topo, composante du Référentiel à grande échelle produit par l'IGN, est quant à elle de 11,13 km2.

### Hydrographie

#### Réseau hydrographique
La commune est située dans le bassin de la Dordogne au sein du Bassin Adour-Garonne. Elle est drainée par le Vern et le Tabac et par deux petits cours d'eau, qui constituent un réseau hydrographique de près de 4 km de longueur totale,.
Le Vern, d'une longueur totale de 40,36 km, prend sa source en limite des communes de Val de Louyre et Caudeau et Veyrines-de-Vergt, et se jette dans l'Isle en rive gauche à Neuvic. Il arrose le nord-est de la commune sur plus d'un kilomètre et demi.
Le Tabac, affluent de rive droite de la Crempse, prend sa source dans l'ouest, en limite de Beauregard-et-Bassac et Saint-Mayme-de-Péreyrol, leur servant de limite naturelle sur plus de 350 mètres.

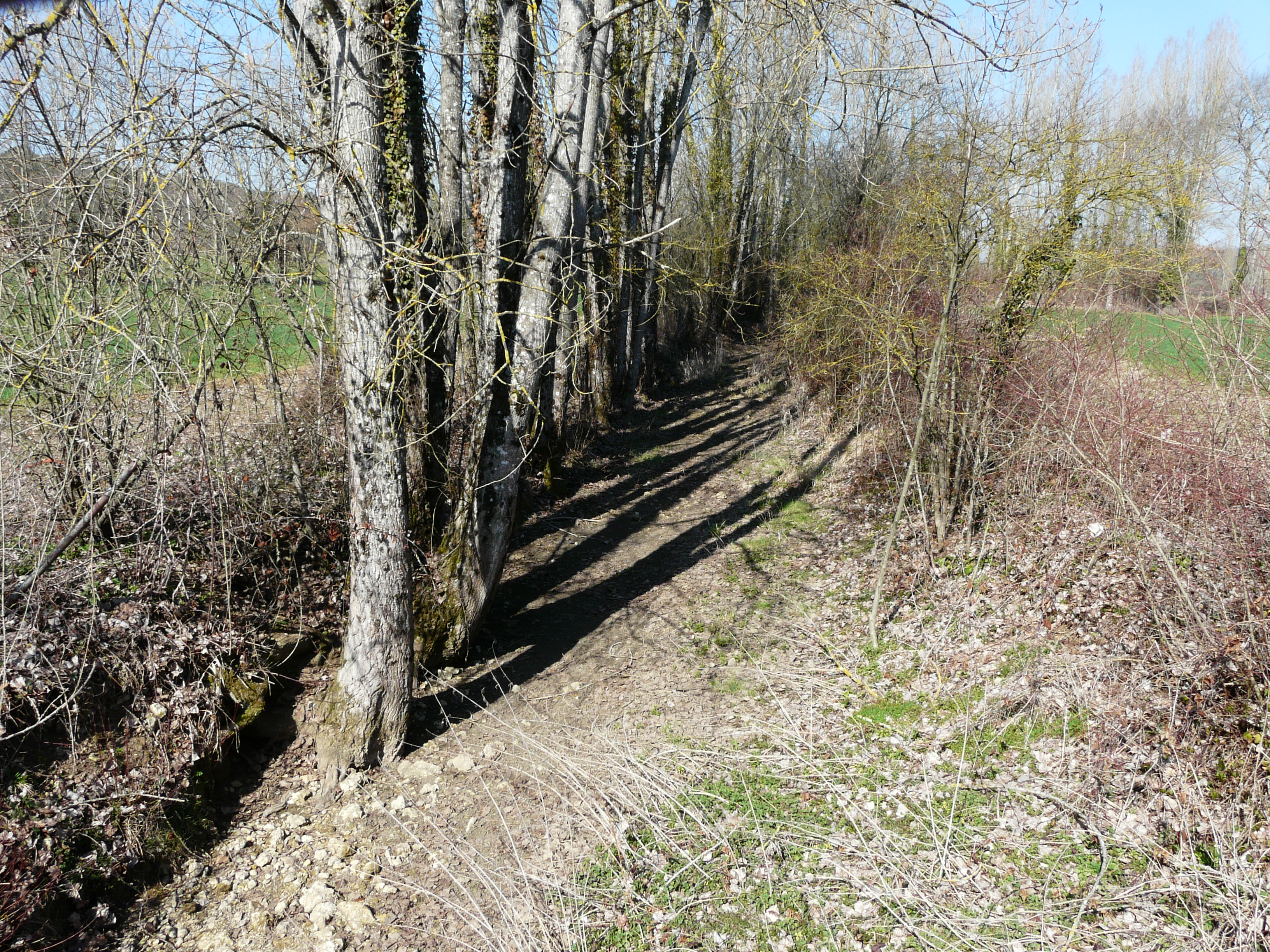
Le lit du Vern à sec, dans le nord-est de la commune.
Réseaux hydrographique et routier de Saint-Mayme-de-Péreyrol.
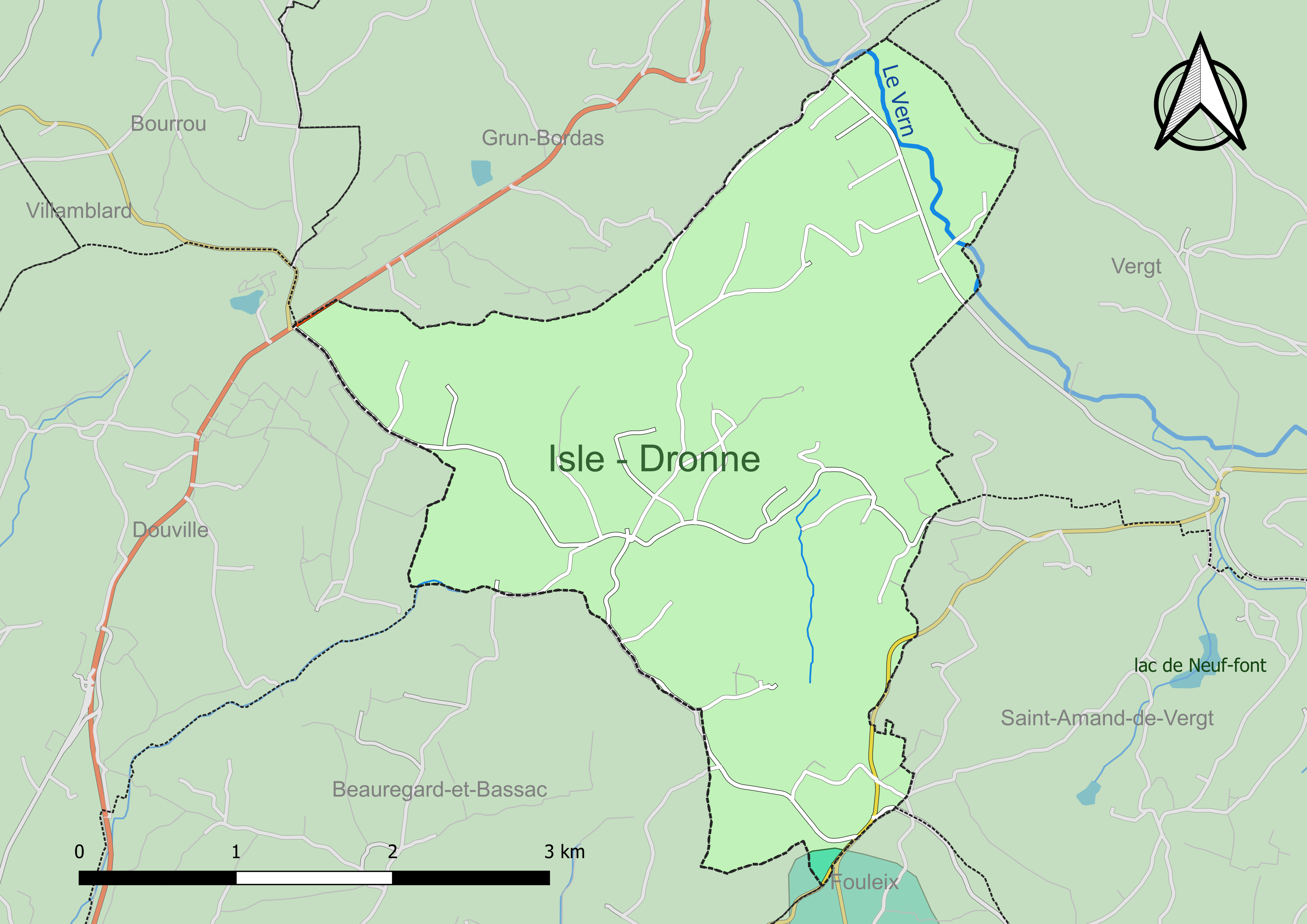
Carte des schémas d'aménagement et de gestion des eaux (SAGE) couvrant le territoire communal de Saint-Mayme-de-Péreyrol.

#### Gestion et qualité des eaux
Le territoire communal est couvert par les schémas d'aménagement et de gestion des eaux (SAGE) « Dordogne Atlantique » et « Isle - Dronne ». Le SAGE « Dordogne Atlantique », dont le territoire correspond au sous‐bassin le plus aval du bassin versant de la Dordogne (aval de la confluence Dordogne - Vézère)., d'une superficie de 2 700 km2 est en cours d'élaboration. La structure porteuse de l'élaboration et de la mise en œuvre est l'établissement public territorial de bassin de la Dordogne (EPIDOR). Le SAGE « Isle - Dronne », dont le territoire regroupe les bassins versants de l'Isle et de la Dronne, d'une superficie de 7 500 km2, a été approuvé le 2 août 2021. La structure porteuse de l'élaboration et de la mise en œuvre est également l'EPIDOR. Ils définissent chacun sur leur territoire les objectifs généraux d’utilisation, de mise en valeur et de protection quantitative et qualitative des ressources en eau superficielle et souterraine, en respect des objectifs de qualité définis dans le troisième SDAGE  du Bassin Adour-Garonne qui couvre la période 2022-2027, approuvé le 10 mars 2022.
La majeure partie du territoire communal dépend du SAGE Isle - Dronne. Seule, une zone minime d'environ deux hectares à l'extrême sud, en limite de Beauregard-et-Bassac et Fouleix, est rattachée au SAGE Dordogne Atlantique.
La qualité des eaux de baignade et des cours d’eau peut être consultée sur un site dédié géré par les agences de l’eau et l’Agence française pour la biodiversité.

### Climat
Pour des articles plus généraux, voir Climat de la Nouvelle-Aquitaine et Climat de la Dordogne.
En 2010, le climat de la commune est de type climat océanique altéré, selon une étude s'appuyant sur une série de données couvrant la période 1971-2000. En 2020, Météo-France publie une typologie des climats de la France métropolitaine dans laquelle la commune est toujours exposée à un climat océanique altéré et est dans la région climatique  Aquitaine, Gascogne, caractérisée par une pluviométrie abondante au printemps, modérée en automne, un faible ensoleillement au printemps, un été chaud (19,5 °C), des vents faibles, des brouillards fréquents en automne et en hiver et des orages fréquents en été (15 à 20 jours).
Pour la période 1971-2000, la température annuelle moyenne est de 12,3 °C, avec  une amplitude thermique annuelle de 14,9 °C. Le cumul annuel moyen de précipitations est de 913 mm, avec 12,1 jours de précipitations en janvier et 6,7 jours en juillet. Pour la période 1991-2020, la température moyenne annuelle observée sur la station météorologique la plus proche, située sur la commune de Coulounieix-Chamiers à 19 km à vol d'oiseau, est de 13,1 °C et le cumul annuel moyen de précipitations est de 912,2 mm,. Pour l'avenir, les paramètres climatiques de la commune estimés pour 2050 selon différents scénarios d’émission de gaz à effet de serre sont consultables sur un site dédié publié par Météo-France en novembre 2022.

### Milieux naturels et biodiversité

#### Espaces protégés
La protection réglementaire est le mode d’intervention le plus fort pour préserver des espaces naturels remarquables et leur biodiversité associée,.
La commune fait partie du bassin de la Dordogne, un territoire d'une superficie de 24 000 km2 reconnu réserve de biosphère par l'UNESCO en juillet 2012 et se situe dans sa « zone de transition ».

#### Réseau Natura 2000
Le réseau Natura 2000 est un réseau écologique européen de sites naturels d'intérêt écologique élaboré à partir des directives habitats et oiseaux, constitué de zones spéciales de conservation (ZSC) et de zones de protection spéciale (ZPS).
Aucun site Natura 2000 n'a été défini sur la commune.

#### Zones naturelles d'intérêt écologique, faunistique et floristique
L'inventaire des zones naturelles d'intérêt écologique, faunistique et floristique (ZNIEFF) a pour objectif de réaliser une couverture des zones les plus intéressantes sur le plan écologique, essentiellement dans la perspective d’améliorer la connaissance du patrimoine naturel national et de fournir aux différents décideurs un outil d’aide à la prise en compte de l’environnement dans l’aménagement du territoire.
En 2022, aucune ZNIEFF n’est recensée sur la commune d’après l'INPN.
Cependant, il existe une ZNIEFF de type 1 qui concerne certains coteaux du Vern,, notamment une zone d'une quarantaine d'hectares, au nord de la commune, près du lieu-dit Casrtagnol. Celle-ci représente 8 % de la superficie totale de cette ZNIEFF où une espèce déterminante de plantes et quatre espèces d'oiseaux protégées au titre de la Directive oiseaux de l'Union européenne ont été répertoriées.

## Urbanisme

### Typologie
Au 1er janvier 2024, Saint-Mayme-de-Péreyrol est catégorisée commune rurale à habitat très dispersé, selon la nouvelle grille communale de densité à 7 niveaux définie par l'Insee en 2022.
Elle est située hors unité urbaine et hors attraction des villes,.

### Occupation des sols

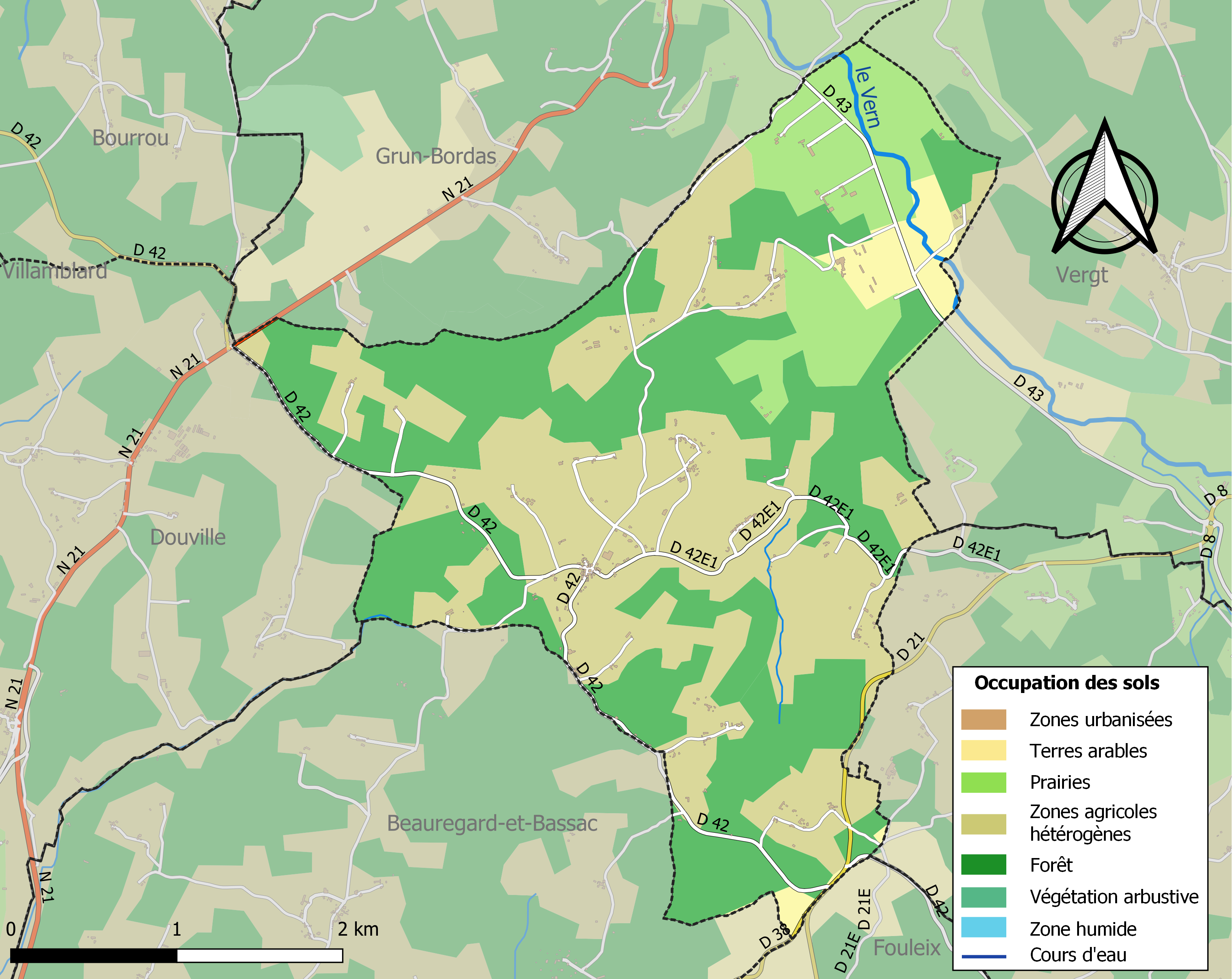
Carte des infrastructures et de l'occupation des sols de la commune en 2018 (CLC).

L'occupation des sols de la commune, telle qu'elle ressort de la base de données européenne d’occupation biophysique des sols Corine Land Cover (CLC), est marquée par l'importance des territoires agricoles (57,3 % en 2018), en diminution par rapport à 1990 (58,8 %). La répartition détaillée en 2018 est la suivante : 
forêts (42,7 %), zones agricoles hétérogènes (41,3 %), prairies (12,3 %), terres arables (3,7 %).
L'IGN met par ailleurs à disposition un outil en ligne permettant de comparer l’évolution dans le temps de l’occupation des sols de la commune (ou de territoires à des échelles différentes). Plusieurs époques sont accessibles sous forme de cartes ou photos aériennes : la carte de Cassini (XVIIIe siècle), la carte d'état-major (1820-1866) et la période actuelle (1950 à aujourd'hui).

### Villages, hameaux et lieux-dits
Outre le bourg de Saint-Mayme-de-Péreyrol proprement dit, la commune se compose d'autres villages ou hameaux, ainsi que de lieux-dits :
- Bancharel
- le Baragoix
- Beauviel
- la Borderie
- les Bourboux
- les Bouyssous
- les Bricas
- les Captus
- Castagnol
- Chanterane
- la Chauderie
- les Claveillas
- la Combe
- les Coustaudoux
- Coutel
- la Jaubertie
- les Landes
- Larue
- Lasfont
- Lavaure
- Maison Neuve
- la Mansène
- les Martres
- la Pécoulie
- le Pigeonier
- les Places
- Rabette
- le Ramonet
- la Renardie
- la Salessou
- Touron
- la Valade
- la Vio.

### Prévention des risques
Le territoire de la commune de Saint-Mayme-de-Péreyrol est vulnérable à différents aléas naturels : météorologiques (tempête, orage, neige, grand froid, canicule ou sécheresse), feux de forêts, mouvements de terrains et séisme (sismicité très faible). Un site publié par le BRGM permet d'évaluer simplement et rapidement les risques d'un bien localisé soit par son adresse soit par le numéro de sa parcelle.
Saint-Mayme-de-Péreyrol est exposée au risque de feu de forêt. L’arrêté préfectoral du 14 mars 2013 fixe les conditions de pratique des incinérations et de brûlage dans un objectif de réduire le risque de départs d’incendie. À ce titre, des périodes sont déterminées : interdiction totale du 15 février au 15 mai et du 15 juin au 15 octobre, utilisation réglementée du 16 mai au 14 juin et du 16 octobre au 14 février. En septembre 2020, un plan inter-départemental de protection des forêts contre les incendies (PidPFCI) a été adopté pour la période 2019-2029,.

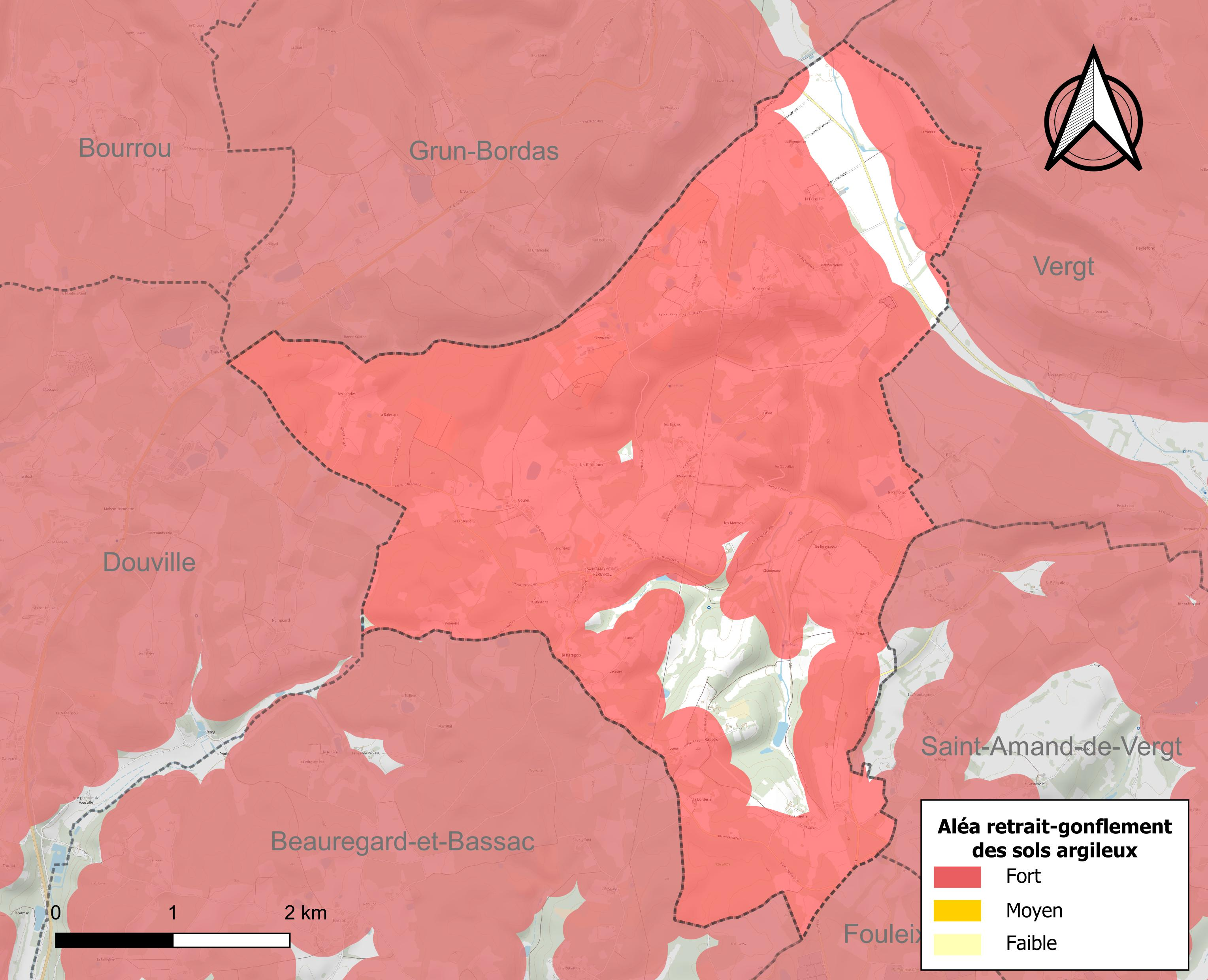
Carte des zones d'aléa retrait-gonflement des sols argileux de Saint-Mayme-de-Péreyrol.

Les mouvements de terrains susceptibles de se produire sur la commune sont des tassements différentiels. Le retrait-gonflement des sols argileux est susceptible d'engendrer des dommages importants aux bâtiments en cas d’alternance de périodes de sécheresse et de pluie. 88,4 % de la superficie communale est en aléa moyen ou fort (58,6 % au niveau départemental et 48,5 % au niveau national métropolitain). Depuis le 1er octobre 2020, en application de la loi ÉLAN, différentes contraintes s'imposent aux vendeurs, maîtres d'ouvrages ou constructeurs de biens situés dans une zone classée en aléa moyen ou fort,.
La commune a été reconnue en état de catastrophe naturelle au titre des dommages causés par les inondations et coulées de boue survenues en 1982, 1983 et 1999, par la sécheresse en 2005, 2011 et 2017 et par des mouvements de terrain en 1999.

## Toponymie

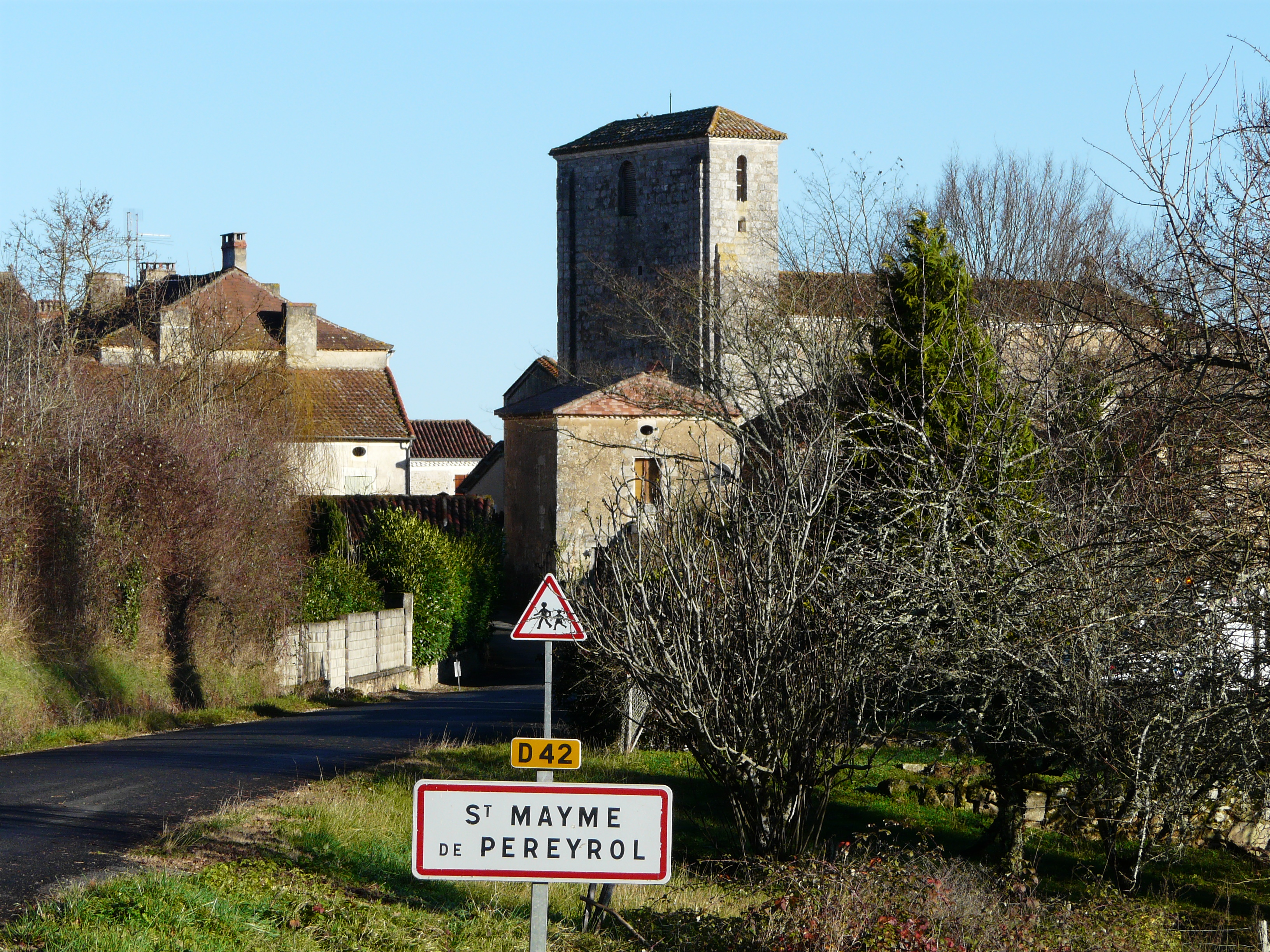
L'entrée du village, côté sud.

Auparavant, le nom officiel de la commune était « Saint-Maime-de-Péreyrol », alors qu'elle était très souvent orthographiée « Saint-Mayme-de-Péreyrol ». Par un décret du 26 février 2020, le nom Saint-Mayme-de-Péreyrol' est celui qui est désormais officiellement utilisé.
Le nom de la commune est tiré d'un des nombreux saint Maxime, la seconde partie du nom, Péreyrol, pouvant représenter soit une petite carrière de pierres, soit une plantation de poiriers.
En occitan, la commune se nomme Sent Maime de Perairòus.

## Histoire
Le territoire comunal fut occupé à l'époque mérovingienne. Un sarcophage en parfait état fut découvert et envoyé au musée du Périgord à Périgueux[réf. nécessaire]. Cependant, la première mention connue du lieu remonte au XIIIe siècle sous la forme latine Sanctus Maximus de Perols, liée à son église. Perols est remplacé au siècle suivant par Pereyrols.
La commune porta, au cours de la période révolutionnaire de la Convention nationale (1792-1795), le nom de Pereyrol-la-Montagne.

## Politique et administration

### Rattachements administratifs et électoraux
Dès 1790, la commune de Saint-Mayme-de-Péreyrol a été rattachée au canton de Vergt qui dépendait du district de Perigueux jusqu'en 1795, date de suppression des districts. En 1801, le canton est renommé « canton de Saint-Jean-de-Vergt », dépendant de l'arrondissement de Périgueux, puis ultérieurement reprend son nom initial.
Dans le cadre de la réforme de 2014 définie par le décret du 21 février 2014, ce canton disparaît aux élections départementales de mars 2015. La commune est alors rattachée au canton du Périgord central, dont le bureau centralisateur reste fixé à Vergt.

### Intercommunalité
Fin 2001, Saint-Mayme-de-Péreyrol intègre dès sa création la communauté de communes du Pays vernois. Celle-ci est dissoute le 31 décembre 2013 et remplacée au 1er janvier 2014 par la communauté de communes du Pays vernois et du terroir de la truffe. Elle est elle-même dissoute le 31 décembre 2016 et ses communes sont intégrées à la communauté d'agglomération Le Grand Périgueux le 1er janvier 2017.

### Administration municipale
La population de la commune étant comprise entre 100 et 499 habitants au recensement de 2017, onze conseillers municipaux ont été élus en 2020,.

### Liste des maires

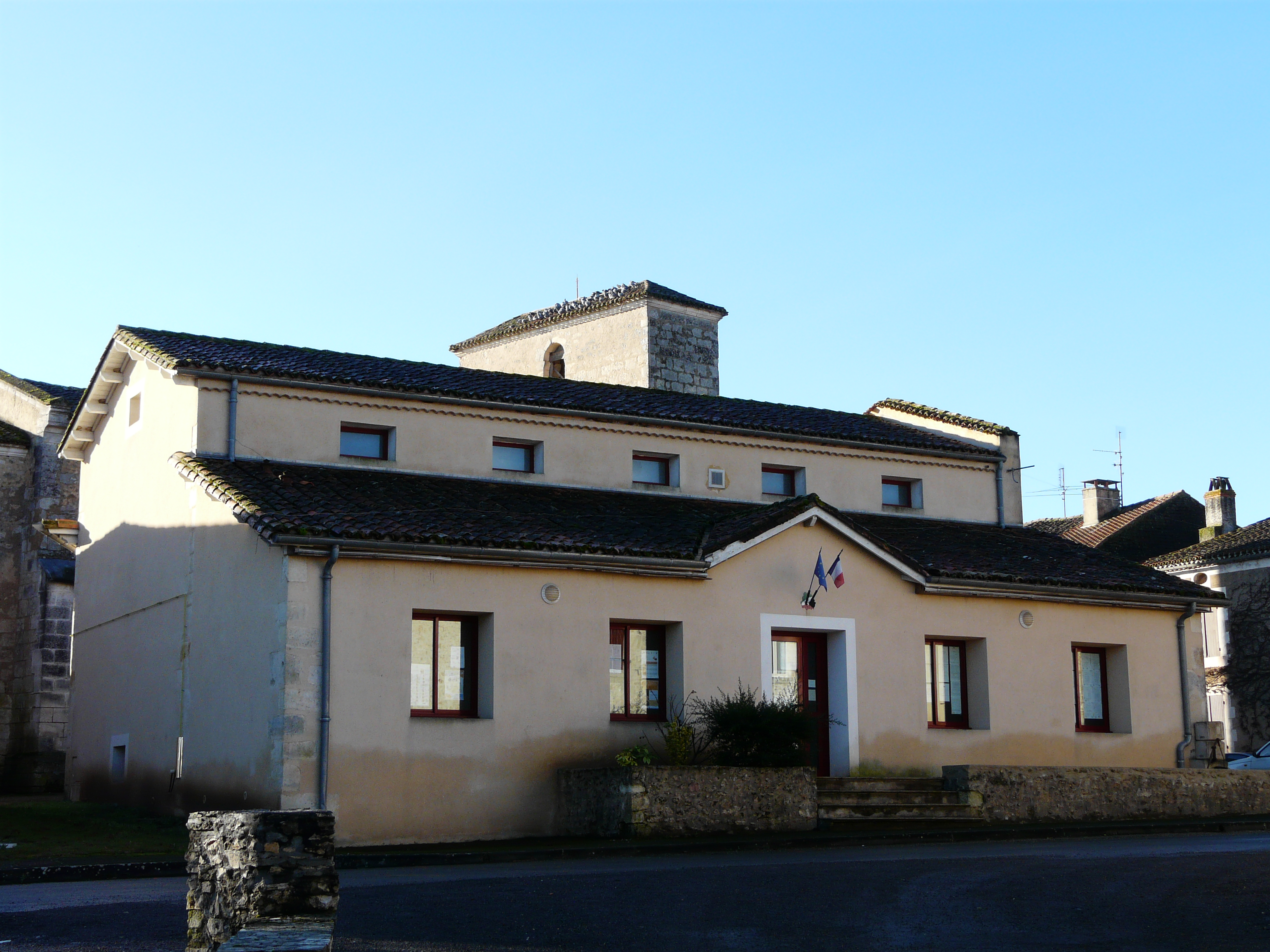
La mairie.

| Période                                  | Période       | Identité           | Étiquette | Qualité                                                |
| ---------------------------------------- | ------------- | ------------------ | --------- | ------------------------------------------------------ |
| Les données manquantes sont à compléter. |               |                    |           |                                                        |
|                                          |               |                    |           |                                                        |
| mai 1929                                 | mars 1934     | Charles Collin     |           |                                                        |
| mars 1934                                | avril 1938    | Jean Sinsou        |           |                                                        |
| avril 1938                               | avril 1945    | Gilbert Regnier    |           |                                                        |
| avril 1945                               | novembre 1954 | Raoul Sinsou       |           |                                                        |
| novembre 1954                            | février 1963  | Honoré Charbonnier |           | Quincaillier                                           |
| février 1963                             | mars 1965     | René Gay           |           | Agriculteur                                            |
| mars 1965                                | décembre 1975 | René Ducros        |           | Notaire                                                |
| janvier 1976                             | mars 1983     | Pierre Huot        |           | Chef d'entreprise transport et négoce fruits & légumes |
| mars 1983                                | mars 2008     | Serge Jaubertie    | SE        | Chef d'entreprise transport et négoce fruits & légumes |
| mars 2008                                | mars 2014     | Catherine Rouleau  | SE        | Retraitée                                              |
| mars 2014                                | novembre 2016 | Philippe Grard     |           |                                                        |
| novembre 2016                            | décembre 2016 | Alain Rauzet       |           | Adjoint faisant fonctions de maire                     |
| décembre 2016                            | mai 2020      | Alain Rauzet       |           |                                                        |
| mai 2020                                 | En cours      | Denis Chapoul      | SE        | Chef d'entreprise maintenance aéronautique             |

### Jumelages
Les communes du Pays vernois sont jumelées avec la ville canadienne de Saint-Jacques de Montcalm depuis 1996.

## Équipements et services publics

### Justice
En 2023, dans le domaine judiciaire, Saint-Mayme-de-Péreyrol relève : 
- du tribunal judiciaire, du tribunal pour enfants, du conseil de prud'hommes et du tribunal de commerce de Périgueux ;
- du pôle Nationalité du tribunal judiciaire de Périgueux (compétent uniquement dans le domaine de la nationalité) ;
- de la cour d'appel, du tribunal administratif et de la  cour administrative d'appel de Bordeaux.

## Population et société

### Démographie
Les habitants de Saint-Mayme-de-Péreyrol se nomment les Saint-Maymois.
L'évolution du nombre d'habitants est connue à travers les recensements de la population effectués dans la commune depuis 1793. Pour les communes de moins de 10 000 habitants, une enquête de recensement portant sur toute la population est réalisée tous les cinq ans, les populations de référence des années intermédiaires étant quant à elles estimées par interpolation ou extrapolation. Pour la commune, le premier recensement exhaustif entrant dans le cadre du nouveau dispositif a été réalisé en 2005.

En 2022, la commune comptait 287 habitants, en évolution de +1,41 % par rapport à 2016 (Dordogne : +0,37 %, France hors Mayotte : +2,11 %).
| 1793 | 1800 | 1806 | 1821 | 1831 | 1836 | 1841 | 1846 | 1851 |
| ---- | ---- | ---- | ---- | ---- | ---- | ---- | ---- | ---- |
| 563  | 560  | 634  | 575  | 656  | 648  | 631  | 627  | 661  |

| 1856 | 1861 | 1866 | 1872 | 1876 | 1881 | 1886 | 1891 | 1896 |
| ---- | ---- | ---- | ---- | ---- | ---- | ---- | ---- | ---- |
| 604  | 612  | 632  | 581  | 609  | 544  | 519  | 502  | 449  |

| 1901 | 1906 | 1911 | 1921 | 1926 | 1931 | 1936 | 1946 | 1954 |
| ---- | ---- | ---- | ---- | ---- | ---- | ---- | ---- | ---- |
| 423  | 416  | 411  | 319  | 312  | 293  | 283  | 303  | 250  |

| 1962 | 1968 | 1975 | 1982 | 1990 | 1999 | 2005 | 2006 | 2010 |
| ---- | ---- | ---- | ---- | ---- | ---- | ---- | ---- | ---- |
| 284  | 270  | 266  | 276  | 264  | 265  | 257  | 257  | 274  |

| 2015 | 2020 | 2022 | - | - | - | - | - | - |
| ---- | ---- | ---- | - | - | - | - | - | - |
| 282  | 285  | 287  | - | - | - | - | - | - |

### Manifestations culturelles et festivités
Foire à la citrouille chaque année, dans la première quinzaine d'octobre (27e édition en 2024).

## Économie

### Emploi
En 2015, parmi la population communale comprise entre 15 et 64 ans, les actifs représentent 125 personnes, soit 44,3 % de la population municipale. Le nombre de chômeurs (onze) a augmenté par rapport à 2010 (trois) et le taux de chômage de cette population active s'établit à 8,8 %.

### Établissements
Au 31 décembre 2015, la commune compte trente-trois établissements, dont quatorze au niveau des commerces, transports ou services, quatorze dans l'agriculture, la sylviculture ou la pêche, trois relatifs au secteur administratif, à l'enseignement, à la santé ou à l'action sociale, un dans la construction, et un dans l'industrie.

## Culture locale et patrimoine

### Lieux et monuments
- Église Saint-Maxime, romane, modifiée au XVe siècle avec notamment la fortification de son clocher[51].
- Manoir de la Pécoulie, connu au XVe siècle et rebâti au XVIIe siècle[70].
- Repaire de Saint-Mayme du XVIIe siècle[71].
- Son lavoir ancien est visible sur le sentier de randonnée de la commune.

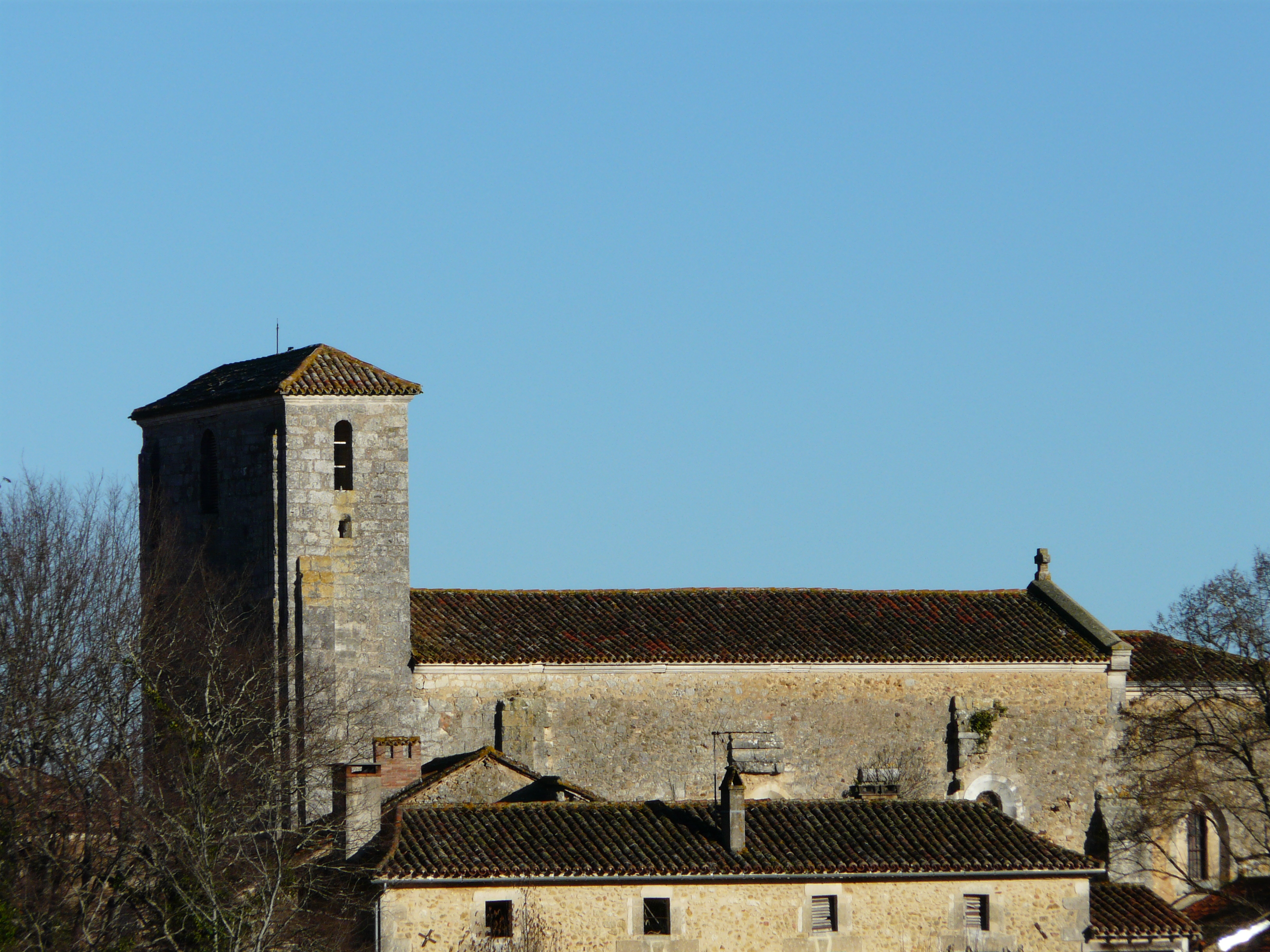
L'église Saint-Maxime.
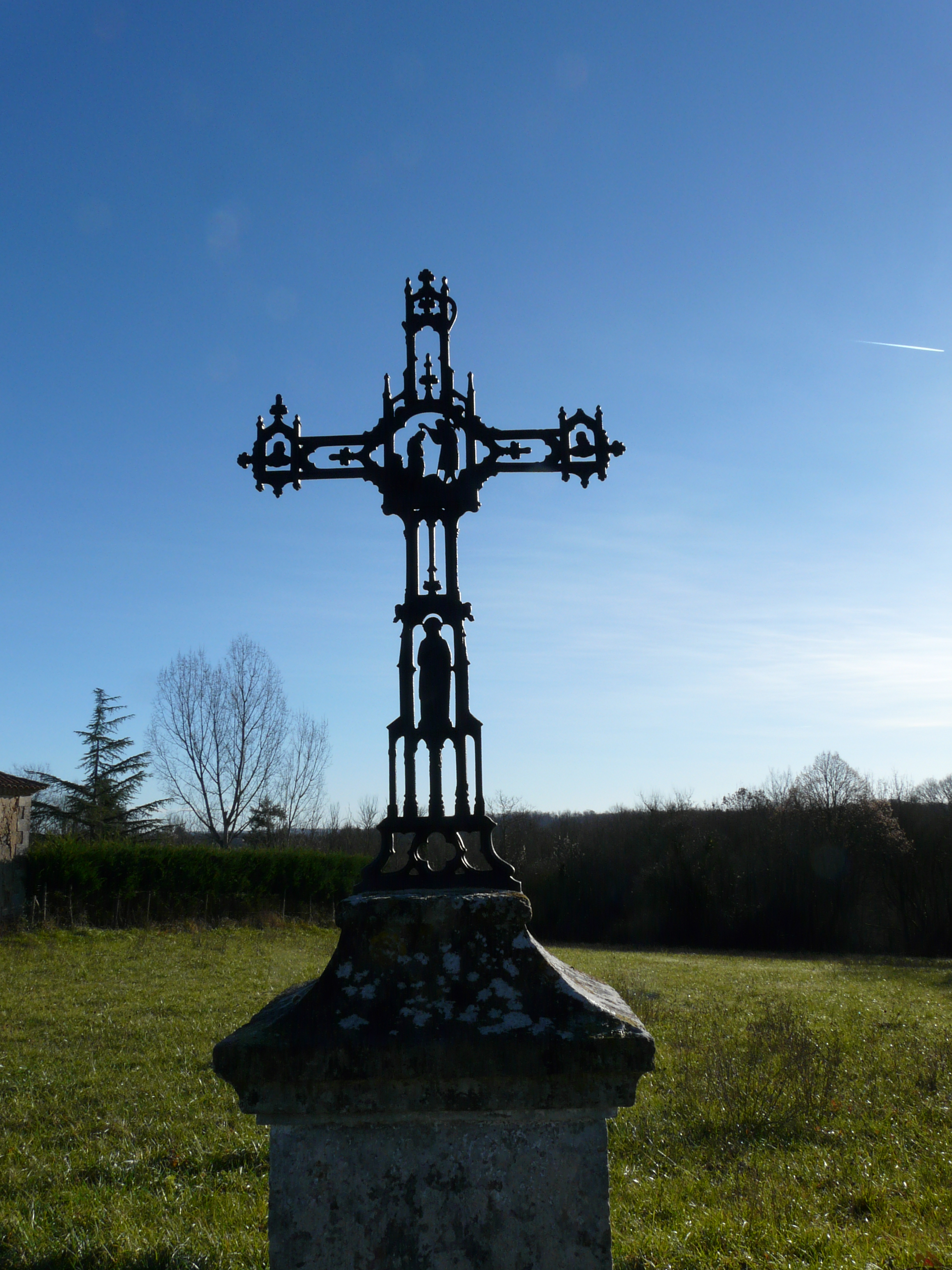
Croix dans le village de Saint-Mayme-de-Péreyrol.

### Patrimoine naturel

#### ZNIEFF
La commune présente deux zones naturelles d'intérêt écologique, faunistique et floristique (ZNIEFF) de type I, concernant la vallée du Vern et les coteaux qui la bordent au sud.
Au niveau des lieux-dits Castagnol, Maison Neuve, la Pécoulie et le Pigeonnier, les coteaux situés en rive gauche du Vern sont propices à la nidification de deux espèces d'oiseaux, le Bruant ortolan (Emberiza hortulana) et le Pipit rousseline (Anthus campestris),.
Sur une toute petite partie du territoire communal au nord de la route départementale 43, le milieu humide que représente le fond de la vallée du Vern est propice à certaines espèces de plantes, dont deux sont rares : nasturtium asperum et pulicaria vulgaris,.

#### Site remarquable
Sur cinquante hectares, le site du bourg est inscrit depuis 1983, pour son architecture traditionnelle.

### Culture
Saint-Mayme-de-Péreyrol fait partie des communes ayant reçu l'étoile verte espérantiste, distinction remise aux maires de communes recensant des locuteurs de la langue construite espéranto.

### Personnalités liées à la commune

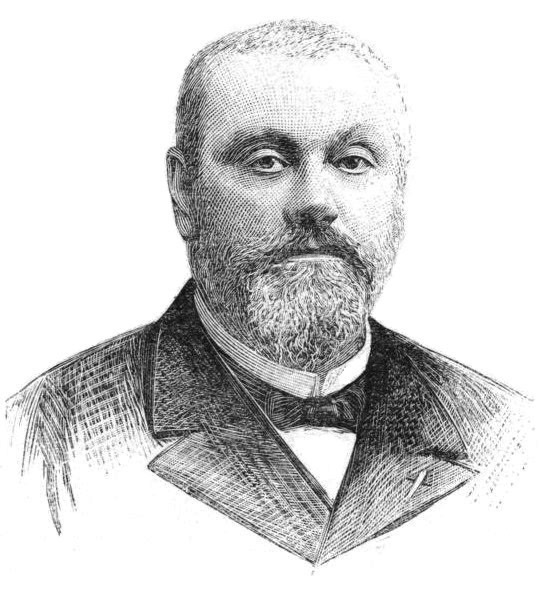
Antoine Gadaud.

- Antoine Gadaud (1841-1897), homme politique, est né à Saint-Mayme-de-Péreyrol[76].
- Christian Swierczinski (1946-2012), ancien international de rugby à XV et joueur de Bègles, club avec lequel il a été champion de France, est né dans la commune.

## Pour approfondir